# 非洲裔美国人白话英语
非洲裔美国人白话英语（African American Vernacular English，简写作AAVE），也常称美国黑人英语（African American English）；非正式的叫法还包括黑人英语（Black English）、黑人白话（Black Vernacular）、黑人英语白话（Black English Vernacular，简写作BEV）或者黑人白话英语（Black Vernacular English，简写作BVE）、古拉語（Gullah language )，是美国英语中非洲裔美国人使用的一种語言變體（方言、民族语言及族群语言）。非专业人士有时会称其为“Ebonics”（来自单词“ebony”和“phonics”的组合）、“jive”或是“jive-talk”。 
其读音在某些方面类似于美国南部英语，但在使用者中也存在一些区域性口音差别。部分克里奧爾語学家，如威廉·斯图尔特（William Stewart）、约翰·迪拉德（John Dillard）、约翰·瑞克佛德（John Rickford）认为，非洲裔美国人白话英语与世界上大部分地区黑人使用的克里奧爾語方言有很多相同特征，因此非洲裔美国人白话英语应当是克里奧爾語的一支，而其他学者则坚持认为两者并没有太大联系。
在语言形式各方面，其用法受到时代、状态、话题本身及环境的影响。有众多文学作品使用该语言变体写作，特别是非洲裔美国人文学。

## 概述
非洲裔美国人白话英语同克里奧爾英语在语言形式上有部分类似之处。而在发音、语法结构以及词汇上，则同西非语言有相同点。非洲裔美国人白话英语的许多特点存在于美国南部的诸多英语变体中。尽管这些特点中多数属于地域性特征，但其中有部分用法，例如省略“is”，多见于黑人使用者，因此这些特点多源于黑人口语。
早期的非洲裔美国人白话英语将来自非洲的部分词汇带入到标准美国英语中，包括“gumbo”、“goober”、“yam”以及“banjo”。此外，非洲裔美国人白话英语还贡献了诸如“cool”和“hip”之类的俚语。
将非洲裔美国人白话英语同标准美国英语（SAE）区隔开的特点包括：
- 存在明显模式的特定发音规则，大多数也存在于克里奧爾语或者其他西非后裔使用的方言，也有部分来自于可能未受到西非语言影响的英语方言，例如纽芬兰英语
- 特殊的词汇
- 特殊的动词时态用法

## 起源
非洲裔美国人白话英语同美国南部英语之间存在很强的关联性这点毋庸置疑，但是非洲裔美国人白话英语的部分特点仍无法充分得到解释，对其起源还存在着争议。
一种理论认为，非洲裔美国人白话英语起源于黑人奴隶使用的克里奧爾语中的一支或多支，随着跨大西洋非洲奴隶贸易兴起，奴隶之间和以及奴隶与奴隶贸易者之间沟通的需要应运而生。根据该理论，这些奴隶发明了皮钦语，即两种或多种语言简化混合的产物。皮钦语多由于不同语言族群间交流而产生，奴隶贸易正属于此种情况。约翰·迪拉德引述了贩奴船船长威廉·史密斯的话：
就冈比亚的语言情况来说，这里有太多的语言而且千差万别，连一水之隔的土著人都无法互相沟通……最安全的方法是，贩卖来自不同国家、河流两岸的奴隶，各种不同类型的混杂装船，这样他们团结起来发动叛乱的成功几率就比建好巴别塔还要低了。
1715年，这种非洲皮坎语被写进了丹尼尔·笛福的小说中，显著的一例是《杰克上校》。1721年，科顿·马瑟首次尝试在他的面谈中录制了奴隶的口语，内容是关于天花疫苗接种的。
在美国革命期间，奴隶们使用的克里奧爾语还并不容易相互理解。迪拉德引述了一段18世纪下半叶的奴隶语言：
Kay, massa, you just leave me, me sit here, great fish jump up into da canoe, here he be, massa, fine fish, massa; me den very grad; den me sit very still, until another great fish jump into de canoe; but me fall asleep, massa, and no wake 'til you come…
（译文：先生，主人，您不用管我，我坐在这，大鱼会跳进独木舟里，它在这，主人，好鱼，主人；我然后抓到很多；然后我坐着一动也不动，直到下一条大鱼跳进独木舟；但是我睡着了，主人，直到您来之前我都没起来……）
直到美国内战期间，奴隶们使用的语言才被大量受过教育的白人所知晓。在内战前，废奴主义者的报纸建立了内容丰富的种植园克里奧爾语语料库。在1870年出版的《黑人团的军旅生活》（Army Life in a Black Regiment）中，托马斯·温特沃斯·希金斯详细描述了他的士兵们使用的语言的众多特点。
近来，珊娜·宝拉克提供了来自聖塔芭芭拉-山美納和新斯科舍的文献证据，在这些相对隔绝的领地上的早期非洲裔美国人白话英语使用者后裔撰写的文献中可以看出，早期的非洲裔美国人白话英语语法更接近于现代英国英语变体，而现在的城市非洲裔美国人白话英语则更接近于美国英语变体，因此可以得出结论，现在的语言是主流语言变体的分支，而非从在美国广泛使用的一种克里奥尔语中演化而来。
语言学家约翰·麦克沃特坚持认为，西非语言对于非洲裔美国人白话英语的贡献是很小的。在接受全国公共广播电台采访时，麦克沃特认为非洲裔美国人白话英语是“吸收了奴隶们听到的大不列颠地区语言变体的混合物，因为他们常常同说这些语言变体的雇佣仆人一起工作”。

## 特征
对于使用者来说，非洲裔美国人白话英语和标准美国英语之间的差别显而易见，不过其中的部分语言特征在美国英语口语会话中也常出现，例如双重否定、省略特定的助动词（如“has been”中的“has”）。

### 音韵学
尽管使用者分布的地理范围很广，但是非洲裔美国人白话英语有着近乎一致的语法。这或许应当部分归因于非洲裔美国人从美国南部向外迁徙的历史较短，还有长时期的种族隔离政策。将非洲裔美国人白话英语同标准英语区分开的音韵特点包括： 
- 对于单词末尾的/b/、/d/以及/ɡ/的浊音清化，例如“cub”发音类似“cup”[20]
- 对于部分双元音形式被简化为单元音，例如/aɪ/被简化成[aː]（这也是许多美国南部英语变体的特点）。“boil”中的元音发音（标准英语读作/ɔɪ/）也被单元音化，特别是在/l/前，使其发音听起来类似“ball”。[21]反过来，在部分地区（例如美国南部）较年长的语言使用者会将标准英语中的[oʊ]读作[oɪ]，例如在单词“coach”、“road”（非洲裔美国人白话英语读作[koɪtʃ]、[roɪd]）。[22]
- 非洲裔美国人白话英语使用者可能不会使用标准英语中的齿擦音[θ]（如“thin”中th的发音）和[ð]（如“then”中th的发音）。在具体使用中的替代发音取决于该发音在单词中所处的位置。[23]
  - 在词首，/θ/发音同标准英语（因此“thin”读作[θɪn]）。
  - 在词首，/ð/读作[d] （因此“this”读作[dɪs]）。
  - 在词中或词尾，/θ/常被读作[f]或[t]（因此“month”读作[mʌmf]或[mʌnt]），/ð/读作[v]或[d]（因此“smooth”读作[smuːv]）。
- 在虚词语素和有两个音节的实词语素（形如-ing）词尾的软颚鼻音“ng” /ŋ/读作齿龈鼻音[n]，例如“tripping”就读作“trippin”。这样的变化并不适用于单音节实词语素，例如“sing”仍读作[sɪŋ]而非*[sɪn]。但是“singing”则读作[sɪŋɪn]。其他例子还包括：wedding→[wɛɾɪn]、morning→[mɔɹnɪn]、nothing→[ˈnʌfɪn]。这种将/ŋ/读作[n]的现象也多见于其他英语变体中。[24]
- 非洲裔美国人白话英语的一个显著特点是词尾的复辅音省略。有数种遵循不同语法规则但结果相同的现象。这种倾向被克里奧爾语学家用来同西非语言做对比，而后者没有词尾复辅音。[25]
  - 发音部位与清浊音相同的词尾复辅音被简化。例如，“test”读作[tɛs]，因为/t/和/s/都是清音；“hand”则读作[hæn]，因为/n/和/d/都是浊音；但是“pant”发音并没有变化，因为它的词尾复辅音是由一个浊音和一个清音构成的。[26]另外应当注意，上例中省略的都是塞音（/t/和/d/），而非擦音和鼻音。使用者可能在复数形式时仍然采用这种简化发音，因此“tests”被读作[tɛsəs]而非[tɛsts]。[27]复辅音/ft/、/md/也存在变化。[28]
  - 通常，词尾的/sp/、/st/以及/sk/被简化，同样的，最后一个音素被省略。[29]
  - 对于年轻的使用者，/skr/常被用来取代其他英语变体中的/str/音，因此，如“street”读作[skrit]。[22]
  - 以/s/或/z/结尾的复辅音的变化取决于第一或第二个因素是否被省略。[30]
- 相同地，词尾辅音可能会被省略（尽管在这一点上，使用者之间存在很大差别）。常见的是，/t/和/d/被省略。 与英语的其他方言一样， 词尾的/t/和/k/可能被简化为一个清喉塞音。鼻辅音可能省略，而元音则鼻音化（例如“find”可读作[fãː]）。在较少见的情况下，/s/和/z/也会被省略。[31]
- 在部分含s的复辅音中，存在调换现象，如“ask”读作“aks”，[32]“grasp”读作“graps”。
- 同其他非儿话音的变体一样，非边音辅音/r/后面若无元音，则通常被省略；也可以被读作一个非重读的[ə]或拉长后方的元音。[33]元音间的/r/亦可被省略，例如“story”（标准英语读作[stɔri]）可以读作[stɔ.i]，尽管它并没有出现在跨词素的情况下。[34]/r/若在一个辅音和一个闭后圆唇元音之间也可以省略测，例如单词“throw”、“throat”、“through”。[35]
- /l/的发音规则类似于/r/（不过不存在出现在两个元音间的情况），[36]而且结合之前所述的复辅音简化，使得“toll”和“toe”、“fault”和“fought”、“tool”和“too”成为同音异义词。而由于存在元音延长和附属元音[ɤ]，又会使得同音异义的现象减少。[37]
- 在鼻辅音（/m/、/n/、/ŋ/）、/ɛ/、/ɪ/都读作[ɪ]，使得“pen”、“pin”发音相同。[21]这中特征也存在于其他英语方言中。
- 在流音前，/ɪ/和/iː/往往不加区别，使得“feel”和“fill”发音相同。 在/r/前，/uː/和/oʊ/ 也不加区分。[21]
- /ŋ/前的/ɪ/发音位置下移，因此“thing”读作[θɛŋ]或[θæŋ]。[22]

除此之外，还有一部分多音节词在重读音节上同标准英语存在差别，例如“police”、“guitar”和“Detroit”都是首个音节重读。

### 时态和语体
尽管在非洲裔美国人白话英语中，并不一定要有其他英语变体中的过去时态标志（即“worked”中的“-ed”），但它存在一个包括四个过去时态和两个将来时态的时态系统。
| 相              | 相                                | 例句               |
| --------------- | --------------------------------- | ------------------ |
| 过去（Past）    | 远期（Pre-recent）                | I been flown it    |
| 过去（Past）    | 近期（Recent）                    | I done fly it a    |
| 过去（Past）    | 之前（Pre-present）               | I did fly it       |
| 过去（Past）    | 过去开始（Past Inceptive）        | I do fly it        |
| 现在（Present） | 现在（Present）                   | I be flying it     |
| 将来（Future）  | 近期（Immediate）                 | I'm a-fly it       |
| 将来（Future）  | 远期（Post-immediate）            | I'm a-gonna fly it |
| 将来（Future）  | 不确定的将来（Indefinite future） | I gonna fly it     |

^a 从语法上讲，“I flew it”是合乎语法的表述，但是“done”（总是非重读的）是用来强调动作已经完成的。
作为时态助动词，“been”和“done”必须作为首个助动词；如果它们前面有其他助动词，则表示其他的语体：
“He been done work”意为“他很早之前就已经完成了工作”。
“He done been work”意为“直到最近，他已经工作了很长一段时间”。
后一个例句体现了非洲裔美国人白话英语的一个极为突出的特点，即使用“be”来表明该动词的发生是一个习惯动作。在标准美国英语中，要明确地表达这层意思，必须要使用例如“usually”之类的副词。
这种“been”（记作“BIN”）的语体用法需要重读，且与非重读的形式有着明显的区别：“She BIN running”（ 即“She has been running for a long time”，她已经持续跑了很长时间了），以及“She been running”（即“She has been running”，她一直在跑）。对这种语体的称呼不一，包括“完成时态”、“远期过去时”（remote past）、“远期时态”（remote phase）。如上例所示，“been”所示动作开始于较远的过去。但是，当“been”和静态动词或动名词形式在一起时，“been”表示动作开始于较远的过去，并且持续到现在。Rickford (1999)中认为，当同静态动词使用时，最好的翻译方式是“很长时间”。例如，当听到“I like your new dress”（我喜欢你的新裙子）时，可能的回答是“Oh, I been had this dress”，即说话者这件裙子已经买了很久了，并不是新的。
| 语体                 | 例句                    | 标准英语                                       | 中文释义                 |
| -------------------- | ----------------------- | ---------------------------------------------- | ------------------------ |
| 习惯性/持续性语体    | He be working Tuesdays. | He works frequently or habitually on Tuesdays. | 他经常或习惯于周二工作。 |
| 强持续性（习惯性）   | He stay working.        | He is always working.                          | 他总是在工作。           |
| 强持续性（非习惯性） | He steady working.      | He keeps on working.                           | 他继续工作。             |
| 完成进行时           | He been working.        | He has been working.                           | 他已经开始并且还在工作。 |
| 非实现语态           | He finna go to work.    | He is about to go to work.a                    | 他正要去工作。           |

^a  在其他语言变体中，“Finna”意为“fixing to”；亦可写作“fixina”、“fixna”、“fitna”或“finta”。
除此之外，“come”（可能是也可能不是助动词）可用来表达说话者的愤怒，例如“Don't come acting like you don't know what happened and you started the whole thing”（标准英语：“Don't try to act as if you don't know what happened, because you started the whole thing”，意为“不要试图假装你不知道发生了什么，因为一切都是因你而起”）。

### 否定
否定句的构成与标准美国英语不同：
- 使用“ain't”作为一般否定词。在其他语言变体中，它也被用来取代标准英语中的“am not”、“isn't”、“aren't”、“haven't”和“hasn't”。但是，与这些语言变体不同的是，部分非洲裔美国人白话英语使用者还用“ain't”来取代“don't”、“doesn't”和“didn't”（例如，“I ain't know that”）。[53]“ain't”最初发源于普通英语，但是在19世纪后被认为是不正确的用法。
- 双重否定仍然表示否定：例如句子“I didn't go nowhere”的意思是“我哪儿也没有去”；“I didn't know nothing”的意思是“我什么也不知道”。这同标准英语中“双重否定视为肯定”的规则正好相反。还存在有三重或多重否定，例如“I don't know nothing about no one no more”（标准英语：“I don't know anything about anyone anymore”）。
- 在否定结构中，“nobody”、“nothing”等不定代词可以同否定动词小品词倒置，表示强调（例如“Don't nobody know the answer”、“Ain't nothin' goin' on”）。

尽管这些特征也存在于克里奥尔语中，霍威和沃克使用之前对于非洲新斯科舍英语、山美納英语的录音，以及对于过去黑人奴隶的录音资料，证明这种否定现象继承自非标准的殖民地英语。

### 其他语法特征
- 同俄语、希伯来语、阿拉伯语以及其他语言类似，繫动词“be”常被省略（称为無繫詞（英语：Zero copula））。例如：“You crazy”（标准英语：“You are crazy”），或是“She my sister”（标准英语：“She's my sister”）。此种语法现象也可见于疑问句：“Who you?”（标准英语：“Who're you?”），以及“Where you at?”（标准英语：“Where are you (at)?”）。另一方面，重读的“is”不可省略：“She is my sister”。基本规则如下： 
  - 只有以“is”和“are”的形式出现（后者也常用“is”替代）时才可以省略。
  - 如果上述形式在标准英语中重读时，不可省略（无论该重读是否是要用来强调该动词的意思）。
  - 如果上述形式在标准英语中不可缩写（或相反的情况），不可省略。例如，“I don't know where he is”不可简略作“I don't know where he”，因为在标准英语中，缩写为“I don't know where he's”是不正确的。（不过“'I don't know where he at”是适当的表述。）
  - 还可能存在其他一些适用的特殊情况。[55]
  - 现在时动词不受数量/人称的影响：在现在时第三人称单数时，动词结尾不加“-s”。例如：“She write poetry”（标准英语：“She writes poetry”）。同样的，在标准英语中根据语境替换使用的“was”和“were”，在非洲裔美国人白话英语中均使用“was”。[56]
- 词末的所有格形式“-'s”可有可无。[57]所有格可以根据语境推断出来。这与加勒比地区的众多克里奥尔语分支类似。在全世界的众多语言形式中存在有不标明所有格现象，这可能是语法结构简化的结果。例如：“my momma sister”（标准英语：“my mother's sister”）
- 使用“it”和“they”来表示某物的存在，这同标准英语中的“there is”和“there are”相同。[58]
- 在疑问句中的语法不同：“Why they ain't growin'?”（标准英语：“Why aren't they growing?”），“Who the hell she think she is?”（标准英语：“Who the hell does she think she is?”），缺少标准英语中的倒装，因此也不需要使用助动词“do”。[59]

### 词汇
非洲裔美国人白话英语同其他英语方言，尤其是同非正式用语及南方方言的词汇大致相同，但是也存在部分明显的区别。非洲裔美国人白话英语中的部分特殊词汇被认为是源自于西非语言，但是词源已经难觅踪迹，而且由于词汇运用没有记录在案，下面这些说法并没有被证实；在很多情况下，这些推断的词源并未得到语言学家或牛津英語詞典的认可。
- “dig”源自沃洛夫语的“dëgg”或“dëgga”一词，意为“理解/赞赏”（to understand/appreciate）[61]（也有认为它来自于蓋德爾語的“dtuig”一词）[62]
- “jazz”[63]
- “tote”[64]
- “bad-mouth”，借译自曼丁哥语[65]

非洲裔美国人白话英语也包括一些并不为标准美国英语所用或是同标准美国英语的通常用法意思相去甚远的词汇。例如，在非洲裔美国人白话英语中，有部分用来指代白种人的词汇，它们并不出现于主流标准美国英语中；这其中包括使用“gray”一词来形容白种人（如：“gray dude”），这可能是源自于美利堅聯盟國的制服颜色；“Ofay”，含贬义，是另外一个常用来指代白人的词汇，它可能来自于约鲁巴语中的“ofe”一词。“kitchen”是指脖颈处卷曲的毛发，“siditty”或是“seddity”意为势利的或是中产阶级的。
非洲裔美国人白话英语也为其他英语变体提供了诸多词汇，例如“chill out”、“main squeeze”、“soul”、“funky”以及“threads”。

## 社会语境
语言学家坚持认为，非洲裔美国人白话英语作为一个语言变体，从本质上来说并没有任何不对的，因为同其他方言一样，非洲裔美国人白话英语有着一致性的内在逻辑，也被切实地用来表达思想和观点。但是，非专业人士对于非洲裔美国方言英语的态度存在消极部分，特别是在非洲裔美国人中，因为它同标准英语不同，而且使用它常被认为是无知或懒惰的标志。可能是由于这样的一种观点（也有来自非洲裔美国人族群外的相同观点），大多数非洲裔美国人白话英语使用者都在某种程度上会使用标准美国英语。这种语言上对不同环境的适应被称作语言转换——尽管Linnes (1998)认为这应该是双层语言——不同的方言或语言，在不同的环境下使用。总体上说，随着社会经济地位的上升，单独使用非洲裔美国人白话英语的情况在减少（尽管受过良好教育的非洲裔美国人依然会使用）。
Ogbu (1999)认为，非洲裔美国人白话英语的使用带有种族激励的政治意涵，因为使用它可以让非洲裔美国人维持自身文化的成长。不仅如此，使用非洲裔美国人白话英语带有很强的社会意涵；Sweetland (2002)中以一名白人女性非洲裔美国人白话英语使用者为例，尽管她属于不同种族，但是她仍被非洲裔美国人社群视为一员。

## 文学和影视作品
在美国文学作品中展现黑人口语的做法由来已久。诸多研究者深入分析了美国作家是如何表现黑人角色的口语，审视黑人的身份如何确立以及同其他角色间如何联系。Brasch (1981:x頁)认为早期大众媒体对于黑人口语的描写是分量最重的历史证据，证明在黑人中存在有一个独立的英语变体。早先的流行作品也被用来比较历史上的黑人口语变体和现在的非洲裔美国人白话英语之间有多少共同点。
最早对黑人口语的描述来自于18世纪的文学作品，其作者主要是白种人。其中的例外包括《Clotel》，第一本由非洲裔美国人（威廉·威尔斯·布朗）撰写的小说。对其的描写大多局限于对话，第一本完全以非洲裔美国人白话英语写成的小说是1971年琼·乔丹的《His Own Where》，而艾利斯·沃克的书信体小说《紫色》（The Color Purple）更是广为人知的完全以非洲裔美国人白话英语写就的文学作品。洛兰·汉斯贝里1959年的戏剧《日光下的葡萄干》（Raisin in the Sun）也基本上使用的是非洲裔美国人白话英语。
其他展示了黑人口语的知名作品包括：
- 爱伦·坡：《金甲蟲》（The Gold Bug，1843）
- 赫尔曼·梅尔维尔：《白鯨記》（Moby Dick，1851）
- 哈里特·伊丽莎白·比彻·斯托：《汤姆叔叔的小屋》（Uncle Tom's Cabin，1851–1852）
- 约耳·钱德勒·哈里斯（英语：Joel Chandler Harris）：《瑞摩斯叔叔》（Uncle Remus，1880）
- 马克·吐温：《哈克贝利·费恩历险记》（Adventures of Huckleberry Finn，1885）
- 托马斯·纳尔逊·佩奇（英语：Thomas Nelson Page）：《在古老的弗吉尼亚》（In Ole Virginia，1887）
- 小托马斯·狄克逊：《同族人》（The Clansman，1905）
- 玛格丽特·米切尔：《飘》（Gone With the Wind，1936）
- 卓拉·尼尔·赫斯特：《他们眼望上苍》（Their Eyes Were Watching God，1937）[90]
- 威廉·福克纳：《去吧，摩西》（Go Down, Moses，1942）
- 梅兹·梅兹洛（英语：Mezz Mezzrow）：《正宗蓝调》（Really The Blues，1946）
- 约翰·肯尼迪·图尔：《笨伯联盟》（A Confederacy of Dunces，1980）[91]

由于非洲裔美国人白话英语没有固定的拼写系统，在文学作品中常常通过改变单词拼写的方式表示其音韵特点，或给读者一种非洲裔美国人白话英语被使用的影响。近来，作家开始更多关注语法，以及修辞手法。
在电影和电视中对于黑人角色刻画的准确性不尽相同。在1934年的电影《春风秋雨》中，黛莉拉（Delilah，一个非裔美国人角色）的讲话和行为模式更让人觉得像是吟游诗人的表演，机理夸大了刻板印象，而并没有准确地反映黑人口语。影视作品中对非裔美国人白话英语更准确的展现，出现一些特定的场景（例如说唱）、特定的词汇、特定的句法中，例如：
- 《波吉與貝絲》
- 《为所应为》（Do the Right Thing，1989）
- 《丛林热》（Jungle Fever，1991）
- 《伴郎哈珀》（The Best Man，1999）
- 《空前绝后满天飞》（Airplane!，1980）

部分影视作品也采用年轻都市非洲裔美国人做旁白，例如《劳瑞尔大道》（Laurel Avenue，1993）、《毒命小子》（Fresh，1994）以及电视剧集《新鲜王子妙事多》（The Fresh Prince of Bel Air）。

## 教育
在非洲裔美国人少年教育问题上，非洲裔美国人白话英语成为了争议的中心，包括它应该在公立学校和教育中扮演什么角色，以及在更广阔的社会环境中的地位问题。教育家坚持认为，应当通过公立教育系统，逐步淘汰非洲裔美国人白话英语的使用。社会评论者和教育家的批评意见包括，非洲裔美国人白话英语是一种本质上缺乏内涵的口语，使用它具有很大的社会局限性，在很多场合下并不适宜。部分对于非洲裔美国人白话英语的激烈批评之声来自于部分非洲裔美国人。一个明显的例子就是“磅饼演讲”，在这次演讲中，比尔·考斯比（Bill Cosby）对于在很多非洲裔美国人中存在的诸多文化现象做了批评，其中就包括使用非洲裔美国人白话英语。
面对这种观点，美国英语教师协会（NCTE）下属的大學寫作教學研討會（CCCC）发表声明，支持学生使用自己语言的权利。该声明于1974年4月获研讨会成员通过，并祝现在了1974年秋的《大學寫作教學研讨》特刊中。决议内容如下：
我们支持学生使用自己的语言模式和变体的权利——无论是伴随他们成长的方言，或是其他任何他们能从中找到自我认同和个人风格的方言。很久以前，语言学者就否认了唯一的标准美国方言这一神话的正当性。宣称任何一种方言不可接受，实质上是一个社会族群试图凌驾于另一族群之上。这样的言论会产生对语言使用者和作家产生错误引导，是对人类的不道德。一个以自己丰富的遗产和文化、种族多元化为傲的国家，应该保护它的方言遗产。我们强烈建议教师应当有足够的经验和训练，使他们能够尊重多样性，维护学生使用自己语言的权利。
在这一时期，类似用来教授非英语母语学生的教学方式对于非洲裔美国人白话英语使用者也有很好的效果。威廉·斯图尔特采用了方言阅读（dialect readers）的方式——文本同时使用标准美国英语和非洲裔美国人方言英语编写。其主要做法是让儿童使用他们自己的方言进行阅读，并在之后的教科书中逐渐转换为标准英语。Simpkins, Holt & Simpkins (1977)开发了一种更全面的方言阅读模式，称为桥梁阅读（bridge readers），对于同一内容使用三种方言撰写：非洲裔美国人白话英语，一个接近标准美国英语但又不太正式的“桥梁”语言，以及标准英语。尽管研究表明，这种“将标准英语作为第二方言”（SESD）方案效果显著，对于这些方案人们更多的是排斥，斯图尔特的研究和桥梁方案都由于诸多的政治、社会原因而被否决，其中包括来自家长的强烈反对。
对于非洲裔美国人白话英语更为正式的转变出现在1979年的“安娜堡裁决”（Ann Arbor Decision，小马丁路德金小学儿童等诉安娜堡学区案）。在该裁决中，联邦法官要求在教授黑人儿童阅读方面，教育局必须适应儿童的方言，而不是让儿童适应学校，由于没有考虑到学生的语言问题，教师对于学生缺乏阅读和使用主流英语的能力应当负责。
1996年12月18日，加利福尼亚州奥克兰教育局具有争议的解决方案，使得全美重新审视对非洲裔美国人白话英语的态度。奥克兰教育局将其称之为“Ebonics”，并视其为非洲裔美国人的一种语言。该提案是希望效仿洛杉矶始于1988年的非洲裔美国学生语言发展计划（Language Development Program for African American Students，LPDAAS），该计划使用了上面所述的“将标准英语作为第二方言”方案。
同其他类似计划一样，奥克兰的解决方案被广泛误解为是要教授非洲裔美国人白话英语，并“将其视作一种书面语言”。该方案受到全美关注，并遭受到嘲讽和批评，其中较为知名的批评之声来自民权领袖杰西·杰克逊和奎西·姆费姆，他们认为这是尝试向儿童教授俚语。方案中声称“非洲语言系统是有遗传关系为基础的”也助长了对其的广泛敌意，因为其中的“遗传关系”（genetically）被广泛误读为是在暗指非洲裔美国人对于某种语言有生理上的倾向性。在该方案的修正案中，该语句被移除，取而代之的表述是非洲裔美国人的语言体系“有西非和尼日尔刚果语的渊源，并不只是英语的变体”。
在现实中，奥克兰提案隐含的理念是，如果教科书和教师在教学中有限地使用非洲裔美国人白话英语，而不是错误地将非标准的非洲裔美国人白话英语等同于不合标准，黑人学生在校成绩会更好并且会更容易学会标准美国英语。Baratz & Shuy (1969:93頁)指出了这些语言障碍以及教师的通常反应，是造成阅读困难和在校成绩差的主因。
近来，有研究开始着眼于特殊教育中非洲裔美国人增加的问题。Van Keulen, Weddington & DeBose (1998:112–113頁)认为这是由于非洲裔美国人英语的发音特点常被错误地视为语言障碍的征兆，导致教师建议儿童进行言語治療。
根据史密瑟曼的观点，针对非洲裔美国人白话英语在公共学校中的争议和讨论，显示了更深层次的对整个非洲裔美国人社群的文化决定论调。史密瑟曼将其表述为是反映了“有权势的精英分子认为其微不足道，因此对整个非洲裔美国语言和文化全盘否定”。她还强调，非洲裔美国人为了有所成就，不得不屈从于欧裔美国社会，而这种屈从到达极致就意味着“对黑人语言的根除……以及服从白人中产阶级的语言标准”。